# Isotta Fraschini
Isotta Fraschini es una marca italiana fabricante de automóviles de lujo, camiones y motores de aviación y marinos. Fundada en Milán en 1900 como Società Milanese Automobili Isotta Fraschini por Cesare Isotta y los hermanos Vincenzo, Orestes y Antonio Fraschini, durante medio siglo las siglas "IF" se convirtieron en sinónimo de suntuosidad, pero también pasaron a la historia de la automoción por sus aportaciones a la seguridad activa de los vehículos.
En 1955, la empresa se fusionó con el fabricante de motores Breda Motori y pasó a llamarse F. A. Isotta Fraschini e Motori Breda. La sociedad quebró en 1999. En 2000, se fundó una nueva empresa como subsidiaria de Fincantieri, bajo el nombre de Isotta Fraschini Milano, con sede en Bari.

## Historia

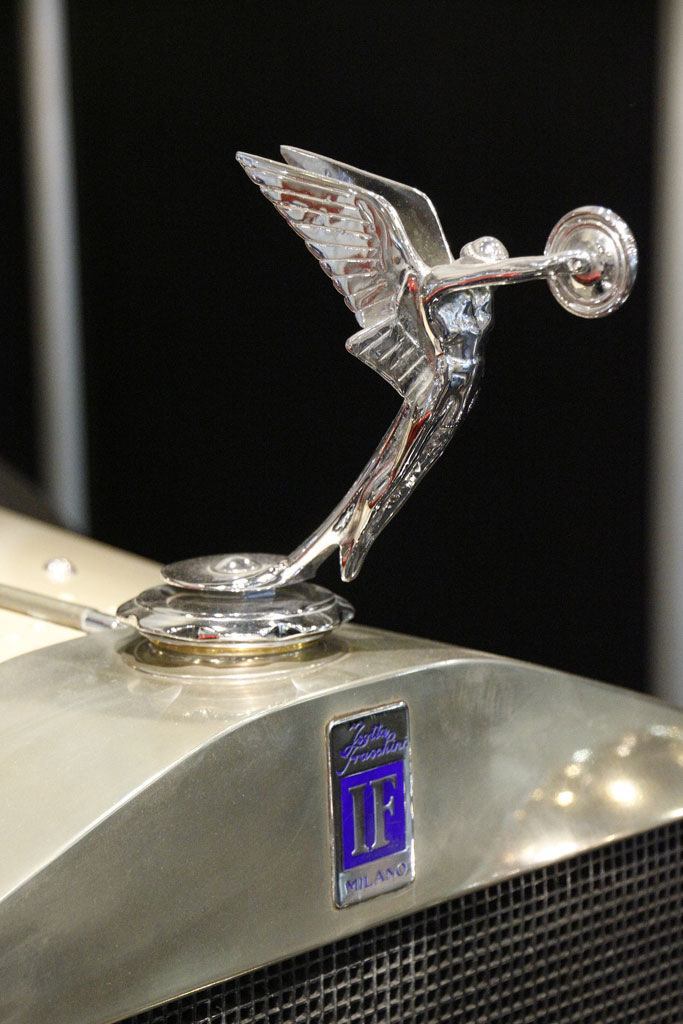
Emblema de la marca, el "Spirit of Triomphe", diseñado por Fréderic Bazin

La firma recibió su nombre de sus fundadores, Cesare Isotta y Vincenzo Fraschini, que habían estado importando automóviles Mors y Renault, así como motores patentados por Aster desde 1899. La empresa que fundaron como Società Milanese Automobili Isotta, Fraschini & C. el 27 de enero de 1900 tenía el propósito declarado de "Importar, vender, y reparar automóviles". Antes de fabricar sus propios productos en 1904, Isotta y Fraschini ensamblaban automóviles muy similares a los Renault, con motores Aster. Se diferenciaban de los Renault por tener una disposición de radiador delantero distinta.
El primer automóvil que llevó la marca Isotta Fraschini tenía un motor de cuatro cilindros con una potencia de 24 caballos (24,3 CV). El coche, conducido por Vincenzo Fraschini, participó en varias carreras. En 1905, Isotta Fraschini ganó notoriedad en la Coppa Florio, donde se inscribió un Tipo D con un motor de 17,2 litros (1049,6 plg³) y 100 caballos (101,4 CV).
Durante un breve período de tiempo en 1907, Isotta Fraschini se fusionó con la empresa automovilística francesa Lorraine-Dietrich. La firma comenzó a fabricar coches de carreras usando este mismo motor de 100 caballos (101,4 CV), estableciendo la reputación de la compañía y dando a su nombre un prestigio considerable. También fue una de las primeras empresas en comercializar con éxito coches con frenos en las cuatro ruedas, tras su invención por Arrol-Johnston de Escocia en 1909.
Los Isotta Fraschini estuvieron entre los primeros pioneros en utilizar un motor con árbol de levas en cabeza (OHC), diseñado por Giustino Cattaneo. Presentó su Tipo 8, el primer automóvil producido en serie propulsado por un motor de ocho cilindros en línea, en el Salón de París en 1919 y comenzó a entregarlos a los clientes en 1920.
Después de una etapa dorada, en la que se convirtió en uno de los automóviles favoritos de las estrellas de Hollywood durante las décadas de 1920, la empresa se vio gravemente afectada por la crisis económica de 1930 y por los trastornos de la Segunda Guerra Mundial. Isotta Fraschini dejó de fabricar automóviles después de la guerra, cuando solo se había llegado a producir cinco unidades de su último modelo de automóvil, el Monterosa. En 1949, las instalaciones de la compañía se transformaron para producir motores marinos.
En 1955 se fusionó con el fabricante de motores Breda Motori, y pasó a denominarse «F.A. Isotta Fraschini e Motori Breda». La compañía comenzó a producir trolebuses nuevamente y en la década de 1960 construyó una nueva fábrica de motores diésel en Bari. En los años 1980 adoptó el nombre «Isotta Fraschini Motori SpA», y pasó a formar parte del grupo Fincantieri, con sede administrativa en la antigua fábrica de Bari.
En la década de 1990, se hicieron intentos por reactivar la actividad automotriz de Isotta Fraschini. Se construyeron el cupé y el roadster de concepto Isotta Fraschini T8 en 1996, y el roadster de concepto Isotta Fraschini T12 en 1998. La empresa nunca llegó a iniciar la producción de estos vehículos, y en 1999 anunciaron el cese de las actividades vinculadas a los automóviles.
La automotriz revivió en 2022, y se diseñó un vehículo de carreras llamado Tipo 6 LMH-C, en colaboración con Michelotto Engineering, que compitió brevemente en el Campeonato Mundial de Resistencia de la FIA, y del cual derivan las versiones «Pista» (para circuitos) y «Strada» (para calles; 12 unidades). Cuenta con un motor V6 de 3.0 litros y un sistema híbrido desarrollados por HWA, que en conjunto generan unos 1000 CV.
Fuera de eso, Isotta Fraschini Motori se centra en el diseño y la construcción sistemas de generación de energía y propulsión. Fabrica motores diésel de alta velocidad que se utilizan en los sectores naval e industrial, y generadores y motores no magnéticos de uso militar.

## En la cultura popular
Con el crecimiento de la clase media adinerada en América del Norte en la década de 1920, Isotta Fraschini comercializó limusinas de lujo para la nueva aristocracia estadounidense:
- Algunas de las primeras estrellas del cine, como Clara Bow y Rodolfo Valentino impulsaron la popularidad de la marca entre el gran público.
- Un Tipo 8A Transformable de 1929, carrozado por Castagna, aparece en la película de 1950 Sunset Boulevard.[12]
- Otro Isotta Fraschini parece en la película de 1934 Death Takes a Holiday con Fredric March.
- Un Isotta Fraschini también aparece en la película de 1946 "Without Reservations" con John Wayne y Claudette Colbert.
- Además, era el coche del gigoló de Lindsay Marriott en el libro de Raymond Chandler Farewell, My Lovely (1940), que se convirtió en la película Murder, My Sweet (1944), protagonizada por Dick Powell y Claire Trevor. La rejilla del Isotta Fraschini con la insignia del rayo se ve estacionada en un barranco, justo antes de que Lindsay Marriott muera a golpes.
- Un Isotta Fraschini de gran tamaño es también el vehículo elegido por Dick y Nicole Diver en la novela de 1933 de F. Scott Fitzgerald, Suave es la noche.

## Imágenes
|  |  |  |  |

|  |  |  |  |

## Aero-motores
| - Isotta Fraschini A.120 R.C.40 - (versión invertida del Asso XI) - Isotta Fraschini L.121 R.C.40 - (versión de Asso XI) - Isotta Fraschini L.170 - Isotta Fraschini L.180 I.R.C.C.15/40 invertido W-18 - Isotta Fraschini L.180 I.R.C.C.45 invertido W-18 - Isotta Fraschini Asso 80 - Isotta Fraschini Asso 80 R.I. - Isotta Fraschini Asso 120 R.C.40 - Isotta Fraschini Asso 200 - Isotta Fraschini Asso 250 probablemente identificación errónea o variante de Asso 200 - Isotta Fraschini Asso 500 - Isotta Fraschini Asso 500 AQ - Isotta Fraschini Asso 750 (140x170 = 47105cc / 2875cuin) - Isotta Fraschini Asso 750 R - Isotta Fraschini Asso 750 R.C. - Isotta Fraschini Asso 750 R.C.35 | - Isotta Fraschini Asso IX - Isotta Fraschini Asso IX R.C.45 - Isotta Fraschini Asso 1000 (150x180 = 57256cc / 3494cuin) - Isotta Fraschini Asso Caccia - Isotta Fraschini Asso XI - Isotta Fraschini Asso (racing) - Isotta Fraschini Beta - Isotta Fraschini Beta R.C.10 - Isotta Fraschini Gamma - Isotta Fraschini Gamma R.C.15I - Isotta Fraschini Gamma R.C.35IS - Isotta Fraschini Delta - Isotta Fraschini Zeta - Isotta Fraschini Zeta R.C.25/60 - Isotta Fraschini Zeta R.C.35 - Isotta Fraschini Zeta R.C.42 - Isotta Fraschini Astro 7 C.21 - Isotta Fraschini Astro 7 C.40 | - Isotta Fraschini Astro 14 C.40 - Isotta Fraschini Astro 14 R.C.40 - Isotta Fraschini V.4 - Isotta Fraschini V.5 - Isotta Fraschini V.6 - Isotta Fraschini 245hp - Gnome-Rhône 14K Mistral Major - Isotta Fraschini 80 R - Isotta Fraschini 80 T |

## Vehículos
Turismos
- Runabout 1901-1902
- Tipo FENC 1908
- Tipo KM 1910-1914
- Tipo IM 1913
- Tipo 8 1919-1924
- Tipo 8A 1924-1931
- Tipo 8B 1931-1935
- Tipo 8C Monterosa 1948-1949
- T8 1996
- T12 1998

Coches de carreras
- Tipo D 1905
- Tipo FE 1908
- Tipo 6 LMH-C

Camiones
- D80 1934-1955
- D65 1940-1955

Trolebuses
- TS 40F1
- F1

## Actividad posterior
Isotta Fraschini pasó a estar representada por las siguientes tres entidades económicas:
- Intrepida Fides, The Isotta Fraschini Foundation, acrónimo acuñado por Gabriele D'Annunzio, con domicilio social en Milán.
- Isotta Fraschini Milano s.r.l., con domicilio social en Milán, activa en el campo de los vehículos, así como en la producción y comercialización de artículos de lujo.
- Isotta Fraschini Motori S.p.A.: con domicilio social en Bari. Una empresa de ingeniería especializada en productos diésel, particularmente motores marinos, motores industriales y motores de tracción ferroviaria, pero que también ofrece productos y servicios de ingeniería civil y militar. La empresa forma parte del grupo Fincantieri. La compañía produce sistemas de propulsión y generación, utilizados en yates y barcos de superficie de ataque rápido en el litoral para la Marina de los EE. UU. Los sistemas de generación L1306 T3, V 1312 T3, VL 1716 T2 T3 y GE COLZA V 1312 T3 producen entre 200 kW y 3.000 kW. Los más grandes de estos generadores se utilizan en la Clase Freedom de los buques de combate litoral.